# Antagonista e inibidor de recaptação de serotonina

Estrutura química do antagonista do antagonista e inibidor de recaptação de serotonina (AIRS) trazodona

Antagonistas e inibidores de recaptação de serotonina (AIRS) formam uma classe de medicamentos que são usados principalmente como antidepressivos, mas também como ansiolíticos e hipnóticos. Eles agem antagonizando os receptores de serotonina, como o 5-HT2A, e inibindo a recaptação de serotonina, noradrenalinas e/ou dopamina. Além disso, a maioria também antagoniza os receptores α1-adrenérgicos . A maioria dos AIRS atualmente comercializados pertence à classe de compostos da fenilpiperazina. 

## Lista de AIRS

### Em comercialização
- Etoperidona (Axiomin, Etonin)
- Lorpiprazol (Normarex)
- Mepiprazol (Psigodal)
- Nefazodona (Serzone, Nefadar)
- Trazodona (Donaren)

#### Diversos
- Vilazodona (Viibryd) -– um medicamento relacionado, mas que não se enquadra nessa classe, pois não funciona como um antagonista da serotonina, agindo apenas como um agonista parcial doreceptor 5-HT1A.
- Vortioxetina (Trintellix, Brintellix) – outro medicamento intimamente relacionado, e que poderia tecnicamente ser considerado um membro deste grupo, mas tanto a vilazodona quanto a vortioxetina são geralmente rotuladas como aceleradores e moduladores de serotonina (AMS).
- Niaprazina (Nopron) – droga relacionada a este grupo, mas não inibe a recaptação da serotonina e de outras monoaminas.
- Medifoxamina (Clédial, Gerdaxyl) – poderia tecnicamente ser considerada pertencente a esse grupo, por ser um inibidor da recaptação da serotonina e dopamina e antagonista dos receptores 5-HT2A e 5-HT2C, mas não é agrupado como tal.[1]

### Nunca comercializado
- Lubazodona (YM-992, YM-35995) - um AIRS que nunca foi comercializado.

## Farmacologia

### Perfis de ligação fármaco-receptor
Os perfis de ligação dos AIRS e alguns metabólitos em termos de afinidades (Ki, nM) para vários receptores e transportadores são os seguintes:
| Composto | SERT      | NET         | DAT    | 5-HT 1A   | 5-HT 2A | 5-HT <sub id="mwYw">2B</sub> | 5-HT 2C | 5-HT 3   | 5-HT 6   | 5-HT <sub id="mwbw">7</sub> | α 1      | α 2      | D 2      | H 1       | mACh      |
| --- | --------- | ----------- | ------ | --------- | ------- | ---------------------------- | ------- | -------- | -------- | --------------------------- | -------- | -------- | -------- | --------- | --------- |
| Etoperidona | 890       | 20.000      | 52.000 | 85        | 36.     | ND                           | ND      | ND       | ND       | ND                          | 38       | 570      | 2.300    | 3.100     | > 35.000  |
| Hidroxinefazodona | 165-1.203 | 376-1.053   | ND     | 56-589    | 7,2-34  | ND                           | ND      | ND       | ND       | ND                          | 8,0-145  | 63-2.490 | ND       | ND        | 11.357    |
| m-CPP | 202-432   | 1.940-4.360 | ND     | 44-400    | 32-398  | 3,2-63                       | 3,4–251 | 427      | 1.748    | 163                         | 97-2.900 | 106-570  | > 10.000 | 326       | > 10.000  |
| Nefazodona | 200-459   | 360-618     | 360    | 80        | 26      | ND                           | 72      | ND       | ND       | ND                          | 5,5-48   | 84-640   | 910      | ≥370      | > 10.000  |
| Trazodona | 160-367   | ≥8.500      | ≥7.400 | 96-118    | 20-45   | 74-189                       | 224-402 | > 10.000 | > 10.000 | 1.782                       | 12-153   | 106-728  | ≥ 3.500  | 220-1.100 | > 10.000  |
| Tiazolidinediona | ≥34.527   | > 100.000   | ND     | 636-1.371 | 159-211 | ND                           | ND      | ND       | ND       | ND                          | 173      | 1.915    | ND       | ND        | > 100.000 |
| Os valores são Ki ( nM ). Quanto menor o valor, mais fortemente a droga se liga ao local. Para espécies de ensaio e referências, consulte os artigos individuais das drogas. A maioria dos valores, mas não todos, são para proteínas humanas. |           |             |        |           |         |                              |         |          |          |                             |          |          |          |           |           |

Essas drogas atuam como antagonistas ou agonistas inversos dos receptores 5-HT2A, α1-adrenérgico e H1, bem como agonistas parciais do receptor 5-HT1A  e como inibidores dos transportadores. O m-CPP é um antagonista dos receptores 5-HT2A e 5-HT2B e um agonista dos receptores 5-HT1A,  5-HT2C e 5-HT3.